# Гайльсбронн
Гайльсбронн (нім. Heilsbronn) — місто в Німеччині, розташоване в землі Баварія. Підпорядковується адміністративному округу Середня Франконія. Входить до складу району Ансбах.
Площа — 62,23 км2. Населення становить 9739 ос. (станом на 31 грудня 2020).

## Пам'ятки
- Гайльсброннський монастир — колишній цистерціанський монастир. У монастирі до 1625 року ховали членів франконської гілки династії Гогенцоллернів[2].